# Zafer Toprak
Zafer Toprak (ur. 1946, zm. 2023) – turecki historyk specjalizujący się w dziejach Turcji w XIX i XX w., członek Tureckiej Akademii Nauk.